# Фоссе, Шарль
Шарль Фоссе (фр. Charles Fossey; 29 июля 1869 — 27 ноября 1946) — французский учёный-ассириолог, шумеролог и археолог, мистик XIX—XX вв.

## Биография
Шарль Фоссе имел замечательное для своего времени образование: он обучался в Парижском Университете совместно с Эмилем Дюркгеймом. Учителем Фоссе был великий Юлиус Опперт, один из первых дешифровщиков клинописи и основатель шумерологии.
В связи с большой занятостью и увлечённостью наукой он не сделал выдающейся карьеры, однако занимал ряд должностей:
- Член Французской школы в Афинах (1894—1897)
- Французского института восточной археологии в Каире (1897—1899).
- Профессор философии и ассирийской археологии в Коллеж де Франс (1906—1939)
- Директор исследований в Школе Практической высших исследований (1907—1938).
- Инспектор восточного книгопечатания в Национальной печати.

О личной жизни Фоссе ничего неизвестно. Он был очень увлечён своей работой и совершил большое число экспедиций в страны Ближнего Востока.

## Вклад в науку
Живя на рубеже веков, Фоссе внес значительный вклад в ассириологию и исследования магии. Его работа и вклад в науку остались незамеченнымы только из-за общественно-политической ситуации того времени.
Главным открытием Фоссе является копия одной из надписей ассирийского царя Синаххериба (т. н. «надпись из Бавиана»). Это произошло во время раскопок в Эль-Хадре и сделало его имя известным в научных кругах. Он также принимал участие в персидской археологической экспедиции, где тоже нашел немало выдающегося. Фоссе писал словари, справочники, научно-популярные книги, издавал ассирийские и вавилонские тексты.

## Труды
Основным и общеизвестным его произведением является исследование месопотамских магических техник — «Ассирийская магия».
- Ассирийская магия (La Magie assyrienne, 1902)
- Руководство по ассириологии (Manuel d’Assyriologie, 1904)
- Ритуалы Иерусалимской магии (Jérusalem Magie Rituels, 1910) — не опубликована.[источник не указан 2152 дня]

## Оккультная деятельность
Фоссе изучал месопотамские магические техники сперва как учёный-ассириолог, а затем и как практик. Результатом его научной работы стал труд «Ассирийская магия». Далее он обобщил некоторые сведения из своих предыдущих исследований и мистического опыта и написал труд «Иерусалимской Магии Ритуалы». В нём он описал как свои научные изыскания, так и оккультные идеи, утверждая, что Иерусалимская Магия имеет происхождение ещё из Шумера. В этом же труде он тесно увязывает происхождение магии с внеземными существами — ануннаками, которых он в то же время связывает с Нефилимами.
Труд «Ритуалы Иерусалимской магии» Фоссе так и не закончил, хотя и был близок. На сегодняшний день его рукописи хранятся во Французской Национальной Библиотеке, а все существующие копии являются неофициальными, хотя их достоверность подтверждена.